# Vuelta al Táchira 2012
Die 47. Vuelta al Táchira fand vom 13. bis zum 22. Januar 2012 in Venezuela statt. Das Straßenradrennen wurde in zehn Etappen über eine Distanz von 1341,7 Kilometern ausgetragen. Es gehörte zur UCI America Tour 2012 und war dort in die Kategorie 2.2 eingestuft.
Gesamtsieger wurde der Venezolaner Yimmy Briceño vom Team Loteria Táchira Cauchos Guayana vor seinem Landsmann und Teamkollegen Rónald González und Titelverteidiger Manuel Medina (Gobierno del Zulia).

## Teilnehmende Teams
Einladungen erhielten neun einheimische und sieben ausländische Radsportteams, darunter eine Nationalmannschaft. Die Mannschaft RusVelo war als Professional Continental Team das höchstklassige teilnehmende Team. Deutschsprachige Fahrer standen nicht am Start.
| Professional Continental Teams RusVelo Continental Teams Movistar Continental Team Nationalmannschaften Kuba Sonstige Teams aus dem Ausland Arenas Sicesa Danfer Mexico Transtur Mexico Mineralex Colombia Koopmans Holanda | Regionale Teams aus Venezuela Gobierno del Zulia Alcaldía de Maracaibo Alcaldía Valera Santa Isnotu Bic Cheo Club Kino Táchira Drodínica Cauchos Guayana Osorio Motos Carabobo Gobierno Democrático del Táchira Fegaven Loteria del Táchira Cauchos Guayana Ejercito Bolivariano Metro SP Inter 0 |

## Etappen
| Etappe | Tag        | Start–Ziel                                       | km    | Typ                 | Etappensieger   | Gesamtführender |
| ------ | ---------- | ------------------------------------------------ | ----- | ------------------- | --------------- | --------------- |
| 1.     | 13. Januar | Rundkurs Barinas                                 | 127,4 | Flachetappe         | Miguel Ubeto    | Miguel Ubeto    |
| 2.     | 14. Januar | Santa Bárbara de Barinas – Santa Ana del Táchira | 160,7 | Mittelgebirgsetappe | Tomas Gil       | Tomas Gil       |
| 3.     | 15. Januar | Rundkurs San Cristóbal                           | 115,2 | Hügeletappe         | Rónald González | Tomas Gil       |
| 4.     | 16. Januar | Rundkurs Rubio – Bramón Concafe                  | 119,7 | Hügeletappe         | Luis Diaz       | Tomas Gil       |
| 5.     | 17. Januar | San Josecito – San Juan de Colón                 | 128,5 | Mittelgebirgsetappe | Freddy Vargas   | Eduin Becerra   |
| 6.     | 18. Januar | La Fría – Mérida                                 | 159,7 | Bergetappe          | Rónald González | Rónald González |
| 7.     | 19. Januar | Lagunillas – La Grita                            | 168,7 | Bergetappe          | Nelson Camargo  | Yimmy Briceño   |
| 8.     | 20. Januar | Seboruco – Cristo Rey                            | 129   | Mittelgebirgsetappe | Yimmy Briceño   | Yimmy Briceño   |
| 9.     | 21. Januar | Rundkurs Táriba – Casa del Padre                 | 114,2 | Bergetappe          | Manuel Medina   | Yimmy Briceño   |
| 10.    | 22. Januar | San Rafael de El Piñal – San Cristóbal           | 118,6 | Mittelgebirgsetappe | Juan Murillo    | Yimmy Briceño   |